# Gianfranco Castellanos
Gianfranco Castellanos (Lima, 8 de abril de 1988) es un futbolista peruano. Juega de arquero y su equipo actual es Sport Machete de la Copa Perú. Tiene 36 años. 

## Trayectoria
Comenzó su carrera futbolística en el Sporting Cristal siendo el tercer arquero detrás de Jhonny Vegas y Erick Delgado.
En el 2008 tapa por el Atlético Minero teniendo pocas oportunidades debido a que Carlos Laura era de agrado del técnico y de la afición, ese mismo año desciende de categoría. Al siguiente año es subcampeón de la Segunda División con el Cobresol de Moquegua siendo titular indiscutible del elenco dorado.
En el 2016 fue subcampeón de la Segunda División del Perú esta vez con el Sport Ancash.
Para el 2017 ficha por Ayacucho F.C para competir el puesto de portero con el ídolo y capitán ayacuchano Mario Villasanti. El 2018 fue su temporada con mayor continuidad, jugando 20 partidos con el equipo ayacuchano.
Para el 2019 ficha por el recién ascendido Alianza Universidad. En el 2023 desciende de la Liga 2 al acumular dos walkovers en el torneo por temas económicos y administrativos.

## Selección nacional
Ha sido internacional con la selección de fútbol del Perú en diversas categorías. En menores, disputó el Campeonato Sudamericano Sub-17 de 2005, el Mundial Sub-17 Perú 2005 y el Campeonato Sudamericano Sub-20 de 2007.

## Clubes
| Club                   | País | Año         |
| ---------------------- | ---- | ----------- |
| Sporting Cristal       | Perú | 2007        |
| Atlético Minero        | Perú | 2008        |
| Cobresol               | Perú | 2009        |
| Atlético Minero        | Perú | 2010        |
| Universidad San Marcos | Perú | 2011        |
| Ayacucho FC            | Perú | 2012 - 2015 |
| Sport Áncash           | Perú | 2016        |
| Ayacucho FC            | Perú | 2017 - 2018 |
| Alianza Universidad    | Perú | 2019 - 2020 |
| UTC                    | Perú | 2021        |
| Deportivo Llacuabamba  | Perú | 2022        |
| Alfonso Ugarte         | Perú | 2023        |
| Deportivo Llacuabamba  | Perú | 2024        |
| Sport Machete          | Perú | 2024 -      |